# Алкани

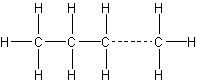
Структурна формула n-Алкану

Алка́ни, наси́чені вуглево́дні — насичені ациклічні вуглеводні, що мають загальну формулу CnH2n+2, їх також називають парафінами. Більшість їхніх хімічних реакцій з різними реагентами починається з розриву зв'язку С-Н, тоді як їх розпад при високих температурах йде передусім по зв'язках С-С. У органічній хімії алкан, або парафін (історична назва, що також має інші значення), є ациклічним насиченим вуглеводнем. Іншими словами, алкан складається з водню та атомів вуглецю, розташованих у деревній структурі, в якій всі вуглець-вуглецеві зв'язки є одиничними. Алкани мають загальну хімічну формулу CnH2n+2. Алкани знаходяться в складності від найпростішого випадку метану, CH4, де n = 1 (іноді називають батьківською молекулою), до довільно великих молекул. Крім цього стандартного визначення Міжнародного союзу чистої та прикладної хімії, в деяких авторів термін «алкан» застосовується до будь-якого насиченого вуглеводню, включаючи ті, які є моноциклічними (тобто циклоалканами) або поліциклічними.

## Загальний опис
У алкані кожен атом вуглецю має 4 зв'язків (або С-С, або С-Н), і кожен атом водню приєднується до одного з атомів вуглецю (тобто в С-Н-зв'язку). Найбільш довга серія пов'язаних атомів вуглецю в молекулі відома як її вуглецевий скелет або вуглецевий магістр. Кількість атомів вуглецю може розглядатися як розмір алкану. Алкани складають значну частину вуглеводнів нафт і природних горючих газів. Із нафти і горючих газів виділено всі алкани нормальної будови, від метану до тритриаконтану (С33Н68) включно. Одна група вищих алканів являє собою віск, тверді речовини при стандартних температурах та тиску середовища (SATP), для яких кількість вуглецю у вуглецевому магістралі перевищує приблизно 17. Оскільки алкани містять максимально можливу кількість водню в молекулі, то вони характеризуються найбільшою масовою теплотою згоряння (енергоємністю), а з ростом кількості атомів масова теплота згоряння алканів зменшується (в метану 50207 кДж/кг). Внаслідок низької густини об'ємна теплота згоряння алканів менша, ніж вуглеводнів іншої будови з такою ж кількістю вуглецевих атомів у молекулі. За агрегатним складом алкани діляться на газоподібні (С1-С4), рідкі (С5-С17) і тверді (починаючи з С18), що кристалізуються при 200 °C.

## Фізичні властивості
Газоподібні алкани здатні з водою утворювати, особливо під тиском, молекулярні сполуки — газогідрати, для яких температура розкладу при тиску 0,1 МПа і критична температура відповідно рівні: з метаном — 29 і 21,50 °C, з етаном — 15,8 і 14,50 °C, з пропаном 0 і 8,50 °C. Такі гідрати часто вимерзають на внутрішніх стінках газопроводів. Гідрати — сполуки, включення (клатрати) — являють собою снігоподібні речовини, з загальною формулою Мn Н2О, де значення n змінюється від 5,75 до 17 в залежності від складу газу і умов утворення. Природні гази містять в основному метан і менше 20 % в сумі етану, пропану і бутану, домішки легкокиплячих рідких вуглеводнів — пентану, гексану та інших. Окрім цього присутні в малій кількості оксид вуглецю (IV), азот, сірководень й інертні гази.
Рідкі алкани, особливо нормальної будови, можуть у порівняно м'яких умовах окиснюватися киснем повітря. Вони є компонентами моторного палива: бензину, газотурбінних (авіаційних, наземних, морських) і дизельних.
Тверді алкани виділяються із нафтової сировини при виробництві змащувальних олив, оскільки вони викристалізовуються із оливи, зменшуючи її рухомість і зумовлюючи застигання при високих температурах. Тверді алкани діляться на дві групи речовин — власне парафін і церезин.
До насичених вуглеводнів належать метан CH4, етан C2H6 пропан C3H8, бутан C4H10 і багато інших, які за своїми хімічними властивостями подібні до метану.
Легкі алкани, наприклад, метан, етан, пропан і бутан — це безбарвні гази; більш важкі — рідини або тверді речовини. У природі вони зустрічаються в природному газі і нафті. Оскільки алкани мають тільки один ковалентний зв'язок, вони називаються насиченими.
Якщо формули насичених вуглеводнів написати в ряд за збільшенням атомів вуглецю, то одержимо так званий гомологічний ряд насичених вуглеводнів, або вуглеводнів ряду метану. У цьому ряді кожний наступний вуглеводень відрізняється від попереднього наявністю в складі молекули однієї і тієї самої групи атомів CH2.
Хімічний склад насичених вуглеводнів можна виразити однією загальною формулою CnH2n+2, де n — число атомів вуглецю, а 2n+2 — число атомів водню.
Назви насичених вуглеводнів мають закінчення -ан. Ці назви, за винятком перших чотирьох гомологів, складаються з грецьких назв числівників, які показують кількість атомів вуглецю в молекулі вуглеводню, і закінчення -ан.
| Номер | Назва вуглеводню   | Формула | Молярна маса (г·моль−1) | Агрегатний стан при звичайній температурі | Температура плавлення (°C) | Температура кипіння (°C) | Густина                              | Кулестержнева модель |
| ----- | ------------------ | ------- | ----------------------- | ----------------------------------------- | -------------------------- | ------------------------ | ------------------------------------ | -------------------- |
| 1     | Метан              | СН4     | 16,04                   | Газ                                       | —184                       | —164                     | 0,72 кг/м³ (газ) 0,42 г/см³ (рідина) |                      |
| 2     | Етан               | С2Н6    | 30,07                   | Газ                                       | —182,8                     | —88,7                    | 1,36 кг/м³ (газ) 0,54 г/см³ (рідина) |                      |
| 3     | Пропан             | С3Н8    | 44,10                   | Газ                                       | —187,6                     | —42,1                    | 2,01 кг/м³ (газ) 0,58 г/см³ (рідина) |                      |
| 4     | Бутан              | С4Н10   | 58,12                   | Газ                                       | —138,4                     | —0,6                     | 2,71 кг/м³ (газ) 0,60 г/см³ (рідина) |                      |
| 5     | Пентан             | С5Н12   | 72,15                   | Рідина                                    | —130                       | 36,3                     | 0,626 г/см³                          |                      |
| 6     | Гексан             | С6Н14   | 86,18                   | Рідина                                    | —95                        | 68,7                     | 0,659 г/см³                          |                      |
| 7     | Гептан             | С7Н16   | 100,2                   | Рідина                                    | —91                        | 98,4                     | 0,684 г/см³                          |                      |
| 8     | Октан              | С8Н18   | 114,2                   | Рідина                                    | —56,5                      | 125,7                    | 0,703 г/см³                          |                      |
| 9     | Нонан              | С9Н20   | 128,3                   | Рідина                                    | —53,7                      | 150,7                    | 0,718 г/см³                          |                      |
| 10    | Декан              | С10Н22  | 142,3                   | Рідина                                    | —30                        | 174                      | 0,73 г/см³                           |                      |
| 11    | Ундекан            | С11Н24  | 156,3                   | Рідина                                    | —26,5                      | 195                      | 0,74 г/см³                           |                      |
| 12    | Додекан            | С12Н26  | 170,3                   | Рідина                                    | —12                        | 215                      | 0,75 г/см³                           |                      |
| 13    | Тридекан           | С13Н28  | —                       | Рідина                                    | —6,2                       | 234                      | —                                    | —                    |
| 14    | Тетрадекан         | С14Н30  | —                       | Рідина                                    | 5                          | 252                      | —                                    | —                    |
| 15    | Пентадекан         | С15Н32  | —                       | Рідина                                    | 10                         | 270                      | —                                    | —                    |
| 16    | Гексадекан (цетан) | С16Н34  | —                       | Тверда речовина                           | 18,17                      | 286,79                   | —                                    | —                    |
| 17    | Гептадекан         | С17Н36  | —                       | Тверда речовина                           | 22,5                       | 303                      | —                                    | —                    |
| 18    | Октадекан          | С18Н38  | —                       | Тверда речовина                           | 28                         | 317                      | —                                    | —                    |
| 19    | Нонадекан          | С19Н40  | —                       | Тверда речовина                           | 32                         | 330                      | —                                    | —                    |
| 20    | Ейкозан            | С20Н42  | —                       | Тверда речовина                           | 37                         | 208*                     | —                                    | —                    |
| 21    | Генейкозан         | С21Н44  | —                       | Тверда речовина                           | 40,4                       | 219*                     | —                                    | —                    |
| 22    | Докозан            | С22Н46  | —                       | Тверда речовина                           | 44,4                       | 230*                     | —                                    | —                    |
| 23    | Трикозан           | С23Н48  | —                       | Тверда речовина                           | 47,7                       | 240*                     | —                                    | —                    |
| 24    | Тетракозан         | С24Н50  | —                       | Тверда речовина                           | 51,1                       | 250*                     | —                                    | —                    |
| 25    | Пентакозан         | С25Н52  | —                       | Тверда речовина                           | 54                         | 259*                     | —                                    | —                    |
| 26    | Гентріаконтан      | С31Н64  | —                       | Тверда речовина                           | 68                         | 312*                     | —                                    | —                    |
| 27    | Дотриаконтан       | С32Н66  | —                       | Тверда речовина                           | 70                         | 320*                     | —                                    | —                    |

*при тиску 15 мм
Густина бутану суттєво залежить від умов його зберігання, а саме температури та тиску. Наприклад, густина рідкої фази бутану при 27 °C в залежності від тиску у ємності становить від  570.7 до 572.8 кг/м³. В той же час густина парової фази бутану коливається у межах 0.2337..2.4 кг/м³ в залежності від тиску.

## Хімічні властивості
Розрізняючись за фізичними властивостями, насичені вуглеводні за хімічними властивостями дуже подібні один до одного. При звичайній температурі вони мало активні. Як і метан, всі вони досить стійкі проти дії кислот, лугів і окисників. Насичені вуглеводні при звичайних умовах вступають у реакцію лише з хлором і бромом, внаслідок чого їх атоми водню послідовно заміщаються атомами галогенів. Однак при нагріванні з сильними окисниками вони окиснюються. Із збільшенням молекулярної маси стійкість насичених вуглеводнів до дії високих температур зменшується.
Алкани в хімічному відношенні дуже інертні, вступають лише в реакцію
заміщення, тобто заміщення атомів водню атомами галогену з
утворенням галогенопохідних. Найпростіший представник цього
класу — метан СН4 — за звичайних умов активно (із вибухом)
реагує із флуором F, дуже повільно взаємодіє із хлором Cl і майже
не реагує із бромом Br. Реакції з хлором і бромом прискорюються
під дією світла, а також при нагріванні, наприклад: СН4 + Cl2 → CH3Cl + HCl (утворюється хлористий метил — хлорметан);
CH3Cl + Cl2 → CH2Cl2 + HCl (дихлорметан) тощо.
Зміна стану молекули кожного наступного члена гомологічного ряду на групу СН2 призводить до появи нової речовини, яка хоч і має багато спільного із сусідніми членами ряду, але і
відрізняється за деякими властивостями від них. Так, нижчі члени
ряду насичених вуглеводнів (від СН4 до С4Н10) — гази; середні
члени (від С5Н12 до С16Н34) при температурі до 20°С — рідини;
решта при звичайних умовах знаходяться у твердому стані. У
всіх випадках температури кипіння і тверднення тим вищі, чим
більша молекулярна маса вуглеводню.
Зі збільшенням кількості С-атомів у молекулах різко зростає
кількість ізомерів насичених вуглеводнів. Метан СН4, етан С2Н6 і
пропан С3Н8 не мають ізомерів.

## Алкани в складі нафт і природних газів
Алкани складають основну частину вуглеводнів нафт усіх родовищ і природних горючих газів. Загальний вміст алканів у нафтах в основному становить 25-30 % (без розчинених газів), з урахуванням розчинених вуглеводнів їх вміст підвищується до
40-50, а в деяких нафтах — до 50-70 %, хоч є нафти із вмістом
алканів всього 10-15 %. З підвищенням середньої молекулярної
маси фракцій нафти вміст у них алканів, як правило, зменшується.